# Club Cultural Casma
El Club Cultural Casma es un club de fútbol del Perú de la ciudad de Casma en la provincia del mismo nombre, departamento de Áncash. Fue fundado en 1941.

## Historia
El Cultural Casma fue fundado un 15 de septiembre de 1941 en el distrito de Casma y se ha convertido a lo largo de su historia en el cuadro más emblemático de esta ciudad dando muchas alegrías al pueblo casmeño. 
En 1984 logró por primera vez el título de la Liga Departamental de Áncash y clasificó a la Etapa Regional de la Copa Perú 1985 donde enfrentó a Libertad de Trujillo, Asociación Deportiva Agropecuaria de Jaén y Deportivo Sider Perú de Chimbote. Cultural definió el título regional con Sider Perú en partido extra y clasificó a la Zona Norte de la Intermedia 1985 donde no pudo obtener el ascenso a Primera División.
En 1986 volvió a disputar la Etapa Regional de la Copa Perú pero no pudo clasificar a la siguiente fase. Tras un nuevo título departamental en el año 1988, el cuadro culturalino clasificó nuevamente a la Etapa Regional en el que fue eliminado por el Deportivo Morba de Trujillo.
En 2005 estuvo a un paso de clasificar nuevamente a esa instancia pero fue eliminado por José Gálvez de Chimbote al perder ambos partidos ante este equipo que terminaría siendo el campeón de la Copa Perú de ese año. En el 2008 consiguió el pentacampeonato distrital, sin embargo la suerte una vez más le fue esquiva y no pudo superar la Etapa Departamental de ese año al ser eliminado por Atlético Más que Vencedores de Chimbote.
En 2011 se creó la Liga Superior de Áncash contando con Cultural como uno de los participantes de su primera edición. En ese torneo finalizó en quinto lugar. Desde el año siguiente dejó de participar en torneos oficiales.

## Uniforme
- Uniforme titular: Camiseta celeste, pantalón blanco, medias celestes.
- Uniforme alternativo: Camiseta blanca, pantalón celeste, medias celestes.

## Sede
El club cuenta con su local propio ubicado en la Avenida Perú 294 en la ciudad de Casma.

## Entrenadores
- Mario Gonzales (2004)

## Palmarés

### Torneos regionales
| Competición regional               | Títulos                                                                                   | Subcampeonatos |
| ---------------------------------- | ----------------------------------------------------------------------------------------- | -------------- |
| Liga Departamental de Áncash (2/2) | 1984, 1988.                                                                               | 1967, 1986.    |
| Liga Provincial de Casma (7/2)     | 1980, 1984, 1988, 2004, 2006, 2008, 2009.                                                 | 2005, 2007.    |
| Liga Distrital de Casma (15/1)     | 1967, 1975, 1980, 1981, 1984, 1987, 1988, 1991, 1992, 2004, 2005, 2006, 2007, 2008, 2010. | 2009.          |